# Décharnés (film, 2018)
Pour plus de détails, voir Fiche technique et Distribution.
Décharnés (Discarnate) est un film d'horreur américain coécrit et réalisé par Mario Sorrenti, sorti en 2018.

## Synopsis
Une équipe de scientifiques, menée par le docteur Andre Mason, tente de repousser les limites de l'esprit humain en développant un puissant sérum révolutionnaire qui pourrait prouver l'existence d'une vie après la mort. Mais leur expérience, consistant à tester la drogue sur son propre corps, tourne mal et ouvre un passage entre le monde des vivants et l'au-delà, délivrant des créatures hallucinatoires avides de chair humaine…

## Fiche technique
- Titre original : Discarnate
- Titre français : Décharnés
- Réalisation : Mario Sorrenti
- Scénario : Mario Sorrenti et Marcella Ochoa
- Direction artistique : Philipp Haemmerle
- Décors : Thymaya Payne
- Costumes : Morgan DeGroff
- Photographie : Mario Sorrenti
- Montage : Sebastian Donnington
- Musique : Harald Kloser et Thomas Schobel
- Production : Harald Kloser et Marcella Ochoa
- Sociétés de production : Street Entertainment ; Fire Trial Films (coproduction)
- Société de distribution : EuroVideo
- Pays d'origine :  États-Unis
- Langue originale : anglais
- Format : couleur
- Genre : horreur
- Durée : 89 minutes
- Dates de sortie :
  - Allemagne : 4 décembre 2018 (avant-première, DVD)
  - États-Unis : 5 mars 2019 (internet)
  - France : 9 avril 2019 (DVD)

Film interdit aux moins de 16 ans

## Distribution
- Bex Taylor-Klaus (VF : Diane Kristanek) : Violette Paich
- Nadine Velazquez (VF : Sandra Chartraire) : Maya Sanchez
- Thomas Kretschmann (VF : Jean-Marco Montalto) : Dr Andre Mason
- Josh Stewart (VF : Tony Marot) : Casey Blackburn
- Chris Coy (VF : Christophe Seugnet) : Travis Sherman
- Jake Vaughn (VF : Estelle Darazi) : Benny Mason
- Isiah Adams (VF : Cédric Lemaire) : le fantôme adolescent
- Matthew Munroe (VF : Julien Lucas) : Shane Sherman
- Cassandra Clark (VF : Loélia Salvador) : Rebecca Mason
- Nelli Jimenez (VF : Estelle Darazi) : Isabel
- Aeslin Audri (VF : Loélia Salvador) : Eva